# Priapos

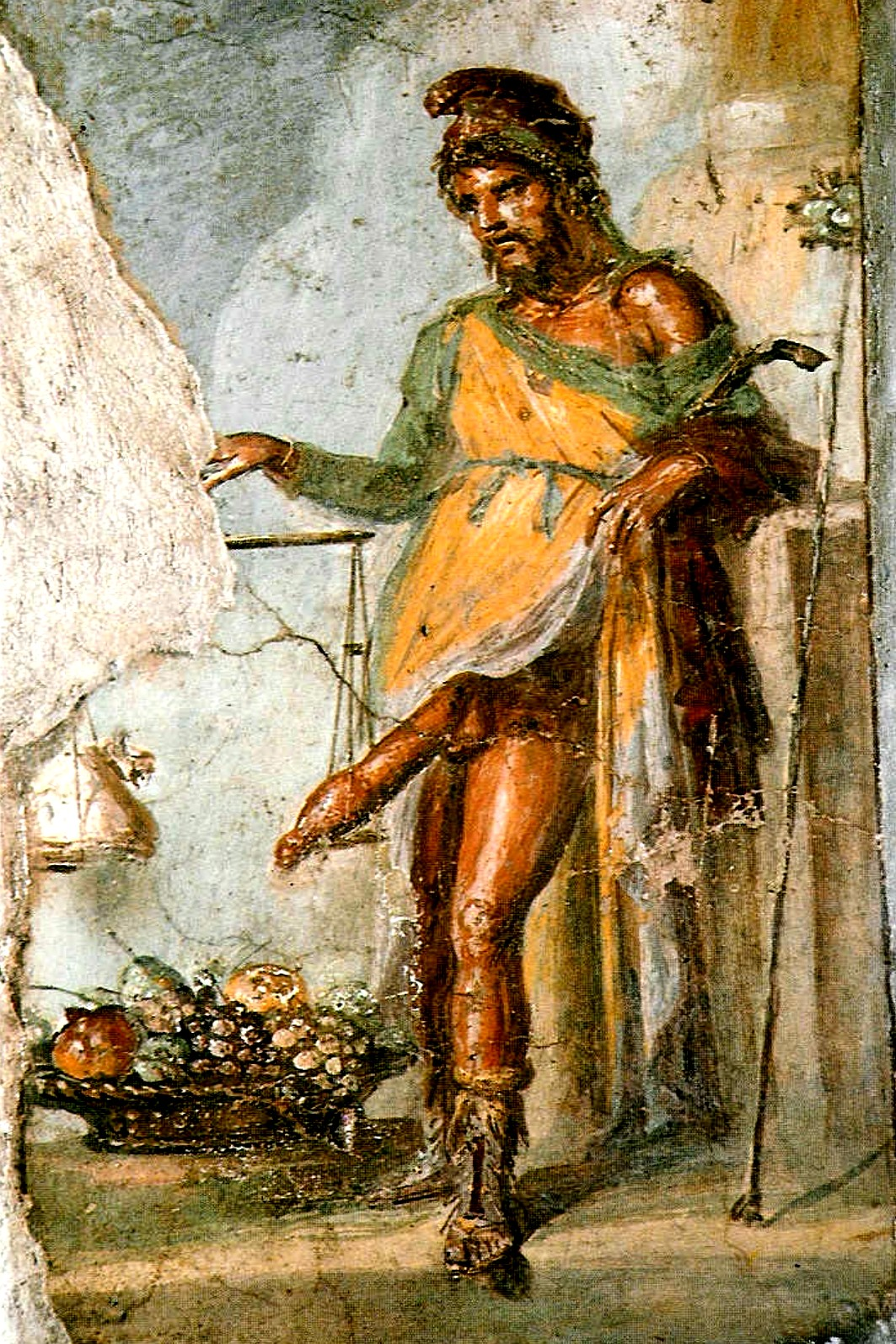
Priapos, freska z Pompejí

Priapos (řecky Πρίαπος) je řecký bůh zemědělské plodnosti, syn Dionýsa a Afrodity.
Kult původně maloasijského boha byl přejat Řeky a později i Římany. Narodil se prý ve městě Lampcsace a říká se, že toto město i sám založil. Je to bůh plodnosti ve světě rostlinném i animálním a má moc nad veškerou láskou tělesnou. Priapos byl ochráncem vinohradů, včelařů, zahrad, dobytka (především koz a ovcí) a ryb. V zahradách i na polích byly umísťovány jeho sochy, tak aby zastrašovaly ptáky. Dle některých vědců jsou sádroví trpaslíci odvozeninou soch Priapových.
Jeho kult se objevuje poměrně pozdě, Homér jej ještě neznal, ale je zmiňován například v údajných dílech Catullových. Z období helénismu pochází sbírka básní nazvaná Priapea, jedná se o poezii věnující se lascivním motivům. Poezii věnovanou Priapovi lze najít však i ve 20. století: Priapos Sándora Weörese (1950) nebo Priapos a Eros Carla Emilia Gaddy. Lisa Morpurgo Dordoni mu věnovala román: Priapova potíž (La noia di Priapo, 1988).
Priapos bývá zobrazován jako starší muž s úrodou v klíně a s obřím pyjem. Může být členem Bakchovy družiny. Zvířetem tomuto menšímu božstvu zasvěcenému je osel. Po Priapovi byla pojmenována i porucha erekce, kdy stav ztopoření trvá nepřiměřeně dlouho - tzv. priapismus. V zoologickém systému tohoto boha připomíná kmen Priapulida, česky hlavatci, kteří svým vyzřením mohou penis připomínat.
Římským protějškem Priapa je Mutinus mutunus, zobrazovaný s obrovitým pyjem. Občas bylo jeho zobrazení redukováno na pyj samotný. Takové dřevěné či kovové vypodobení sloužilo jako amulet, který mohl zajistit plodnost jak ženě, tak třeba i poli. Jméno tohoto boha si naopak vypůjčila botanická nomenklatura a jeden rod hub známý i z území České republiky nese dle něj jméno Mutinus, český psivka. Tyto houby jsou blíze příbuzné hadovkám, jejichž jméno Phallus znamená v překladu z řečtiny penis, oba rody hub opravdu mohou tento orgán připomínat.
V severské mytologii je mu patrně nejblíže bůh Frey z rodu Vanir, ve finské Äkräs.

## Pověst
Od dob trojské války se Héra velmi hněvala na Afroditu za to, že jí, bohyni lásky, a nikoliv manželce Diově, dal Paris přednost. Rozhodla se Afroditě pomstít. Počkala si, až Afrodita otěhotní s Dionýsem, a plod jejich lásky proklela. Předpověděla, že se narodí ohavný a slabomyslný a nikdy nedosáhne sexuálního ukojení. A tak se i stalo a olympští bohové odmítli přijmout takovou kreaturu, jakou byl Afroditin syn Priapos. Byl svržen na Zem a tam se přidal k družině Bakchově a užíval si života s nymfami a satyry. Byl tak ohavný, že žádná z nymf mu nechtěla být po vůli, a tak se jednou v noci připlížil ke spící nymfě Lotis, ale ve chvíli, kdy se jí hodlal zmocnit, zahýkal hlasitě osel, Priapos se polekal a v mžiku přišel o erekci. Lotis se vzbudila a dala se na útěk. Priapos jí byl stále v patách a nebohá Lotis nevěděla, kam se skrýt. Bohům se jí zželelo a proměnili ji v leknín, aby ji Priapos už nikdy nemohl nalézt a obtěžovat. A Priapos svou touhu už nikdy neukojil, ač jeho pyj se vzrušením a touhou stále zvětšoval a neochaboval. Podle pověsti tak Priapos trpí dodnes.